# Stausee von Guerlédan
Der Stausee liegt in der Bretagne nahe der Gemeinde Guerlédan. Er staut den Fluss Blavet. Die Staumauer ist 45 m hoch und 208 m lang. Der Stausee ist 304 Hektar groß und fasst 53 Millionen m³ Wasser. Die 4 Generatoren produzieren 20 GWh pro Jahr.

## Geschichte
Der Stausee wurde in den Jahren 1923 bis 1930 zur Energieerzeugung gebaut. Der Unterpräfekt Joseph Ratier trieb das Vorhaben voran, der Ingenieur Auguste Leson konstruierte ihn. Dies war eine mutige Entscheidung, Elektrizität war relativ teuer und die Bretagne als armes Land verbrauchte nicht viel. Der Stausee unterbrach den Canal de Nantes à Brest, der seitdem nicht mehr durchgehend befahrbar ist, er hatte allerdings auch zu diesem Zeitpunkt keine wirtschaftliche Bedeutung mehr. Durch den Stausee wurden 17 Schleusen geflutet. Da in Frankreich die Elektrizitätserzeugung auf Kernkraft beruht (71 % im Jahr 2021), sind Anlagen zur Spitzenversorgung besonders wertvoll, der Stausee dient diesem Zweck, wie z. B. die Flüsse Ardèche und Durance in Südfrankreich.  Schilder warnen vor plötzlichem Anstieg des Abflusses.
Heute ist der Stausee Zentrum von touristischen Aktivitäten. An mehreren Orten kann man Baden, Wassersport betreiben oder Wandern und Radtouren um den See machen. Von den Höhen hat man einen schönen Blick auf den See und die Wälder, die ihn umgeben. In der Saison fahren Ausflugsschiffe. Früher war der Tourismus in der Bretagne nur auf die Küsten konzentriert, mit dem Stausee wird auch das Hinterland interessanter.
2015 wurde der See für Wartungsarbeiten abgelassen. Es kamen die Ruinen der früheren Schleusen des Canal de Nantes à Brest mit Resten der Schleussenwärterhäuser ans Tageslicht.

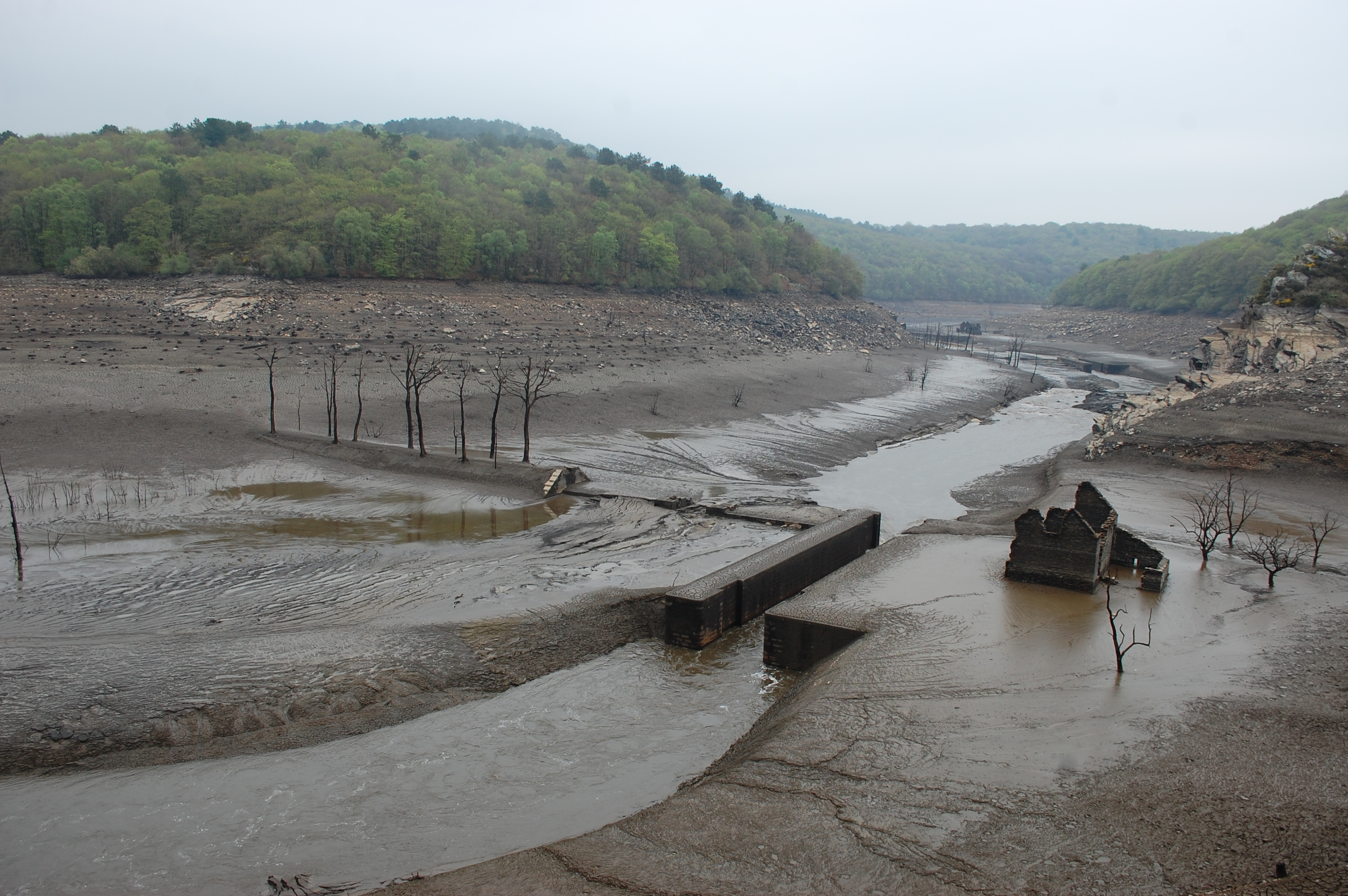
Wasserablass 2015

In Saint-Aignan (Morbihan) stellt ein Museum die Geschichte des Stausees dar.